# Shoshana Borochov
Shoshana Borochov (em hebraico:  שושנה בורוכוב, Viena, Áustria, 9 de setembro de 1912 – Metula [es], Israel, 18 de novembro de 2004) era filha de Ber Borochov, um dos fundadores do sionismo socialista. Sabia-se que por 11 anos ela foi a namorada de Thomas James Wilkin, um policial da polícia do Mandato na Palestina, que foi baleado e morto pelo Lehi em 1944.

## Infância
Por ocasião de sua atividade sionista, o pai de Shoshana, Ber Borochov, vagou pelas capitais da Europa e participou do Sétimo Congresso Sionista Mundial realizado em 1905 em Basileia. Antes de partir para o congresso, casou-se com Lyuba, membro de uma família rabínica que estudou línguas na Universidade Estatal de Moscovo. Ao final do congresso, continuou suas andanças por várias capitais europeias, pois evitou ser preso na Império Russo.
Em 1909, Borochov chegou a Viena e lá ficou com sua esposa Lyuba até 1914. Em 1912, Shoshana nasceu em Viena.
Em 1914, com a eclosão da Primeira Guerra Mundial, Borochov mudou-se com sua esposa e filha para Itália, e de lá eles navegaram para os Estados Unidos, onde viveram em Nova Iorque. Com a eclosão da revolução na Rússia em 1917, Borochov voltou para a Rússia. Após a Revolução de Outubro, Borochov morreu em Kiev de pneumonia em dezembro de 1917, quando tinha 36 anos.

## Na terra de Israel

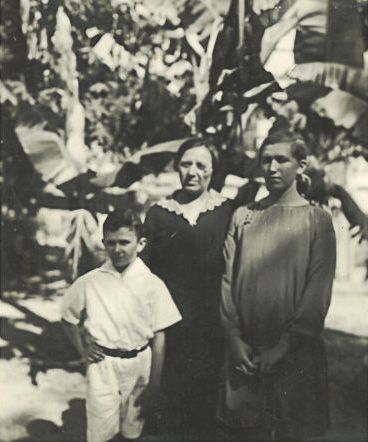
Shoshana, com sua mãe Lyuba e seu irmão David, antes de 1930

Em 1925, Lyuba com seus dois filhos, Shoshana de treze anos e David de seis, imigraram para a Mandato Britânico da Palestina pela  Quarta Aliyah e eles moravam em um apartamento em dormitórios de trabalhadores em rua Dov Hoz [en] em Tel Aviv. Para seu sustento, a mãe trabalhou primeiro no Executivo Sionista e posteriormente no Comitê Executivo da Histadrut.
Shoshana estudou no Ginásio Hebraico de Herzliya [en] e formou-se no verão de 1930. Com a ajuda de Yitzhak Ben-Zvi, presidente do O Comitê Nacional do Knesset de Israel [es], Shoshana foi contratada como escriturária na O centro agrícola [en]. Ela também deu aulas de inglês para crianças e escreveu sobre assuntos femininos para o jornal  Davar.
Naquela época, o poeta Alexander Penn [en] a cortejou, mas ela rejeitou o namoro devido aos hábitos de bebida e mulherengo dele.

## Wilkin

### A pessoa
Thomas James Wilkin nasceu na Inglaterra em 1909. Ele ingressou na Força Policial Palestina [en] na Mandato Britânico da Palestina em 1930. No início, ele fez um curso de polícia e depois serviu por vários meses na delegacia de polícia de Belém. Nos oito anos seguintes, ele serviu na polícia de Jafa.

### A familiaridade deles - versão Ram Oren
Em seu romance histórico "Dias Vermelhos", publicado em 2006, o escritor Ram Oren [en] descreveu a história do amor de Wilkin e Shoshana. A versão de Ram Oren das circunstâncias do conhecido foi que Wilkin conheceu Shoshana Borochov pela primeira vez quando, no final de sua primeira semana de serviço em Jaffa, ele e seus amigos passearam pelas ruas de Tel Aviv. Eles entraram no café "Tarshish" e Shoshana sentou-se ao lado de uma mesa na qual escreveu um artigo para "Davar". Shoshana chamou a atenção de Wilkin e ele foi conhecê-la, mas ela o recusou. Dois anos depois, ele a encontrou novamente em março de 1933 na festa de Purim que foi feita por Baruch Agadati [en] e foi realizada no Eden Cinema [en], mas ele deu-lhe ombros frios. Terminada a programação artística, a orquestra começou a tocar e os participantes começaram a dançar. Wilkin voltou para Shoshana e a convidou para dançar com ele. Depois de uma hesitação, ela concordou. Enquanto conversava, ele descobriu que o inglês dela era excelente e perguntou se ela poderia ensiná-lo a língua hebraica pagando uma taxa. Shoshana respondeu que pensaria sobre isso e o informaria de sua decisão em uma carta para seu endereço. Alguns dias depois, ela lhe enviou uma carta, informando-o de seu acordo em ensiná-lo hebraico e convidando-o para sua casa. Assim começou a relação entre eles, que durou onze anos até sua morte por Lehi em 1944.

### Um oficial de investigação
Após alguns meses de estudos com Shoshana, Wilkin alcançou um bom nível em hebraico. Ele costumava se sentar em cafés com judeus e coletar muitas informações. Wilkin foi considerado um excelente oficial da polícia britânica e recebeu cinco medalhas por excelência. Em 1938, Wilkin mudou-se para servir no quartel-general da Inteligência Britânica em Tel Aviv. Como um oficial que dominava o hebraico, Wilkin era considerado um inimigo perigoso, especialmente para as organizações clandestinas, que valorizavam suas habilidades e tinham medo dele. Wilkin esteve envolvido em investigações com torturas dos membros do Irgun e Lehi, e na prisão do quartel-general do Irgun em 1939, e era o braço direito do policial Geoffrey J. Morton [en], que em 12 de fevereiro 1942 atirou e matou o comandante Lehi Avraham Stern [en] (Yair) com uma pistola.
Enquanto isso, seus laços com Shoshana ficavam mais fortes. A ligação entre eles era amplamente conhecida e Shoshana recebeu ameaças verbais e escritas. O irmão dela David perdeu a paz de espírito, porque ele atuou na Haganá, na transmissão nas comunicações de rádio do Haganá [he], e temia que Wilkin o entregasse. O diretor do Centro Agrícola exigiu que Shoshana cortasse seus laços com Wilkin e, quando ela recusou, ele a demitiu do emprego. Sua única fonte de renda eram as aulas de inglês que dava aos filhos dos vizinhos.

### O assassinato de Wilkin
Em 1943, Wilkin mudou-se para servir no quartel-general da polícia em Jerusalém como chefe do departamento judaico. Ele morava no complexo da Igreja Ortodoxa Romena na rua Shivtei Israel (Tribos de Israel) em Jerusalém, e o casal não se encontrou com a mesma frequência de antes, mas seu amor foi posto à prova e eles decidiram se casar. 
Lehi continuou a rastrear Wilkin em Jerusalém para matá-lo em vingança pelo assassinato de Yair. Em 29 de setembro de 1944, eles conseguiram atirar em Wilkin no coração de Jerusalém, perto da Igreja Romena, e matá-lo. Sua morte foi contada a Shoshana por um médico e um oficial que foi à casa dela. Ao saber da notícia, Shoshana desmaiou e o médico deu-lhe um tranquilizante.
As autoridades do mandato fizeram um funeral para Wilkin no Cemitério Protestante no Monte Sião em Jerusalém, que contou com a presença de centenas de policiais e líderes governamentais, incluindo Secretário-Chefe [en] do Alto Comissariado Britânico para a Palestina e Transjordânia do Mandato Britânico, que era o segundo do Alto Comissário, e Chefe de Polícia do Mandato John Rymer-Jones [en]. Entre as pessoas que seguiam seu caixão estava Shoshana. Ela observou o caixão com lágrimas nos olhos. Arthur Frederick Giles, o chefe da Inteligência, aproximou-se dela, expressou sua solidariedade e deu-lhe uma corrente de prata que foi encontrada entre as coisas de Wilkin, e ela a usava em volta do pescoço.

## A vida após a morte de Wilkin

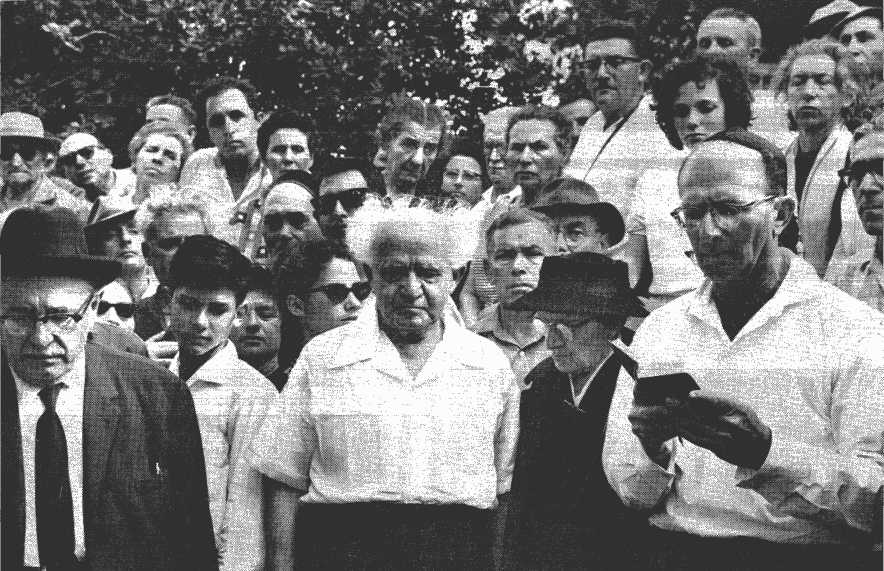
Shoshana está no funeral de Ber Borochov no Cemitério Kinneret em abril de 1963, atrás de seu irmão David Borochov, que disse Kadish.
Primeira fila, da direita para a esquerda: David (dizendo o Kaddish), Lyuba Borochov, David Ben-Gurion, Israel Borochov (filho de David) e Zalman Shazar, o presidente da o comitê público por trazer os ossos de Borochov de Kiev.
Segunda fileira: Shoshana, Rachel, sua filha, Arthur, seu marido (com chapéu), Michal (filha de David, com óculos escuros) e Esther (esposa de David).
No alto, atrás de Ben-Gurion, vê-se Golda Meir, Ministra das Relações Exteriores.

Após a morte de Wilkin, Shoshana, que estava de luto, recebeu um convite de Giles para ir ao seu escritório para conhecê-lo. Na reunião, Giles sugeriu que Shoshana fosse à Inglaterra para conhecer os pais de Wilkin. Ela concordou com a sugestão e o comandante organizou sua viagem. Ela chegou à cidade dos pais dele Aldeburgh, onde conheceu os pais e a irmã de Wilkin, e contou a eles sobre seu relacionamento com ele. A irmã de Wilkin ofereceu a Shoshana para ficar e morar em Aldborough, mas ela não aceitou a oferta e voltou para a Terra de Israel. Em 1945, Shoshana casou-se com Arthur Strauss, um judeu nascido na Alemanha em 1901 e imigrou para a Terra de Israel em 1935, que ela conheceu enquanto lhe dava aulas particulares de hebraico. Em 1948 eles tiveram uma filha, que se casou com Shaul Mishal [en], e tiveram três filhos. Em 1984, Arthur morreu. Em seus últimos anos, Shoshana viveu em uma casa de repouso em Carmiel. No final de 2004, Shoshana faleceu e foi enterrado em Metula.